# Nelli Cooman
Cornelli »Nelli« Antoinette Hariëtte Fiere-Cooman, nizozemska atletinja, * 6. junij 1964, Paramaribo, Surinam.
Nastopila je na poletnih olimpijskih igrah v letih 1988 in 1992 ter se uvrstila v polfinale in četrtfinale v teku na 100 m ter v polfinale v štafeti 4x100 m. Na svetovnih dvoranskih prvenstvih je osvojila naslova prvakinje v teku na 60 m v letih 1987 in 1989, na evropskih prvenstvih bronasto medaljo v teku na 100 m leta 1986, na evropskih dvoranskih prvenstvih pa šest zlatih, od tega pet zaporednih, in dve bronasti medalji v teku na 60 m. 